# Cantus
Академічний камерний хор «Кантус» (або «Cantus») — академічний професійний хоровий колектив (хорова капела) у м. Ужгороді. Головний диригент і художній керівник — Народний артист України Еміл (Омелян) Сокач. Колектив є лауреатом міжнародних конкурсів, учасником хорових фестивалів і форумів за кордоном — в Угорщині, Італії, Австрії, Швейцарії, Франції, Німеччині, Великій Британії тощо.

## Історія створення
На думку Майї Ржевської, академічний камерний хор «Кантус» («Cantus») створений 1986 року в місті Ужгороді як ансамбль старовинної музики при Будинку вчителя з ініціативи Еміла (Омеляна) Сокача. На сайті колективу стверджують, що історія «Кантусу» почалася в 1985 році виступом на ювілейному концерті Михайла Кречка.  
Перший виступ колективу під час ювілейного концерту на честь 60-річчя Михайла Кречка відбувся невеликим складом хористів. 1992 року вийшло розпорядження голови виконкому Закарпатської обласної ради Михайла Країла про створення професійного камерного хору «Кантус». Це був старт професійної кар'єри колективу. У 2009 році  «Кантус» отримав почесне звання «академічного хору». 
У репертуарі камерного хору чільне місце посідає духовна музика, музика епохи ренесансу, обробки українських народних пісень, твори українських композиторів, колядки та щедрівки, джазові композиції та ін. Особливе значення колектив віддає виконанню та популяризації сучасної музики, зокрема вітчизняної.
З 2001 по 2014 рік камерний хор «Кантус» був організатором музичного фестивалю «Фестиваль сучасної духовної музики» в Ужгороді.
1999 року відбулося концертне турне містами Швейцарії[первинне джерело].
Учасник хорових фестивалів і форумів як в Україні, так і за кордоном — в Угорщині, Італії, Ірландії, Австрії, Швейцарії, Франції, Німеччині, Великій Британії.

## Досягнення
Колектив є лауреатом кількох міжнародних конкурсів:
- хоровий конкурс імені Б. Бартока (м. Дебрецен, Угорщина, 1990 р.),
- 4 місце на хоровому чемпіонаті світу[6] (Італія, 1991 р.).

## Люди
- Еміл Сокач — засновник, головний диригент і художній керівник, народний артист України.
- Іштван Халус — соліст[1].